# Industriminister
Industriminister var i Sverige åren 1969-1991 beteckning för det statsråd som var chef för dåvarande industridepartementet. 1991 byttes namnet till näringsminister och departementet blev då näringsdepartementet.